# Bratkovskoye
Bratkovskoye (en ruso: Братковское) es un selo del raión de Korenovsk del krai de Krasnodar, en Rusia. Está situado a orillas del río Ocheretovataya Balka,  tributario del Beisuzhok Izquierdo, afluente del río Beisug, 22 km al oeste de Korenovsk y 70 km al nordeste de Krasnodar, la capital del krai. Tenía 1 471 habitantes en 2011.
Es cabeza del municipio Bratkovskoye, al que pertenece asimismo Zhuravski.

## Historia
La localidad fue fundada en 1812 como jútor Bratkovski. A principios de 1918 se formó el soviet de la localidad, siendo disputado el control de la localidad durante la guerra civil rusa. En 1929 se inició el proceso de colectivización, uniéndose las tierras del municipio en el koljós Léninski Shliaj. A mediados de la década de 1930 las tierras de la localidad se organizan en el koljós Progres.
La población fue ocupada el 8 de agosto de 1942 por la Wehrmacht de la Alemania Nazi y fue liberada por el Ejército Rojo de la Unión Soviética el 3 de febrero de 1943. En 1967 fue unido con el jútor Ocheretovataya Balka, recibiendo el nombre actual y el estatus de selo.